# Меморист
Меморист (на корейски: 메모리스트; на английски: Memorist) е южнокорейски криминален сериал от 2020 г. с участието на Ю Сънг Хо, И Се Йонг и Чо Сонг Ха. Базиран е на едноименния уеб комикс от 2016 – 2018. Излъчва се по tvN от 11 март до 30 април 2020 г.

## Сюжет
Когато Донг Бек е ученик, внезапно придобива свръхестествена сила. Всеки път, когато докосне някого, той може да прочете спомените на този човек. Способността му го насочва да стане детектив и той се стреми да хване колкото се може повече престъпници.
Хан Сун Мин е гениален профайлър, най-младият началник на щаба за специални разследвания. Първоначално е адвокат, но по-късно става полицай, за да открие истината за убийството на баща си преди 20 години.
Един ден тези двама висококвалифицирани професионалисти се сблъскват с „абсолютното зло“, мистериозен сериен убиец със способности, които надхвърлят техните, взети заедно. Докато преследват убиеца, истината за проблемното минало на всеки от тях започва да излиза наяве, а убийствата стават много по-заплетени от това, което са предвидили.

## Актьорски състав
- Ю Сънг Хо – Донг Бек / Сонг Джу Хо
- И Се Йонг – Хан Сун Ми / Ким Со Ми
- Чо Сонг Ха – И Шин Унг
- Ко Чанг Сок – Гю Кьонг Тан
- Джун Хю Сонг – Канг Джи Юн
- Юн Джи Он – О Се Хун
- Ким Юн Хи – Чонг Ми Я
- Им Се Чу – И Съл Би
- Чонг Ха Джун – Хуанг Бонг Гук
- Ким Со Кьонг – Им Чил Гю
- Мун Чонг Ги – Куон Ун Чанг
- Хонг Сънг Хи – И Бо Юн
- Ча Ми Кьонг – Г-жа Гонг

## Продукция
Първото четене на сценария се състои на 2 декември 2019 г.
Драмата среща отново Ю Сънг Хо и И Се Йонг, които преди това са работили заедно по сериала на MBC Липсваш ми (2012 – 2013).